# Офелия
Офелия (англ. Ophelia) — персонаж трагедии Уильяма Шекспира «Гамлет». Молодая дворянка, дочь Полония, сестра Лаэрта и возлюбленная Гамлета.

## Прототип
Возможным историческим прототипом Офелии называют Катарину Гамнет, девушку, упавшую в реку Эйвон и погибшую в декабре 1579 года. Хотя было установлено, что она потеряла равновесие и упала, неся тяжёлые вёдра, ходили слухи, что причиной смерти была несчастная любовь, приведшая её к самоубийству. Возможно Шекспир, которому на момент её смерти было 16 лет, вспомнил этот случай, создавая образ Офелии.
Имя Офелия использовалось в литературе до «Гамлета» лишь один раз — в произведении «Аркадия» итальянского поэта Якопо Саннадзаро (1458—1530); вполне вероятно, что оно выдумано этим поэтом. Исследователи предполагают, что оно основано на греческом слове ὠφέλεια (помощь, польза). Только после Шекспира это имя начали давать реальным людям.

## Сюжет

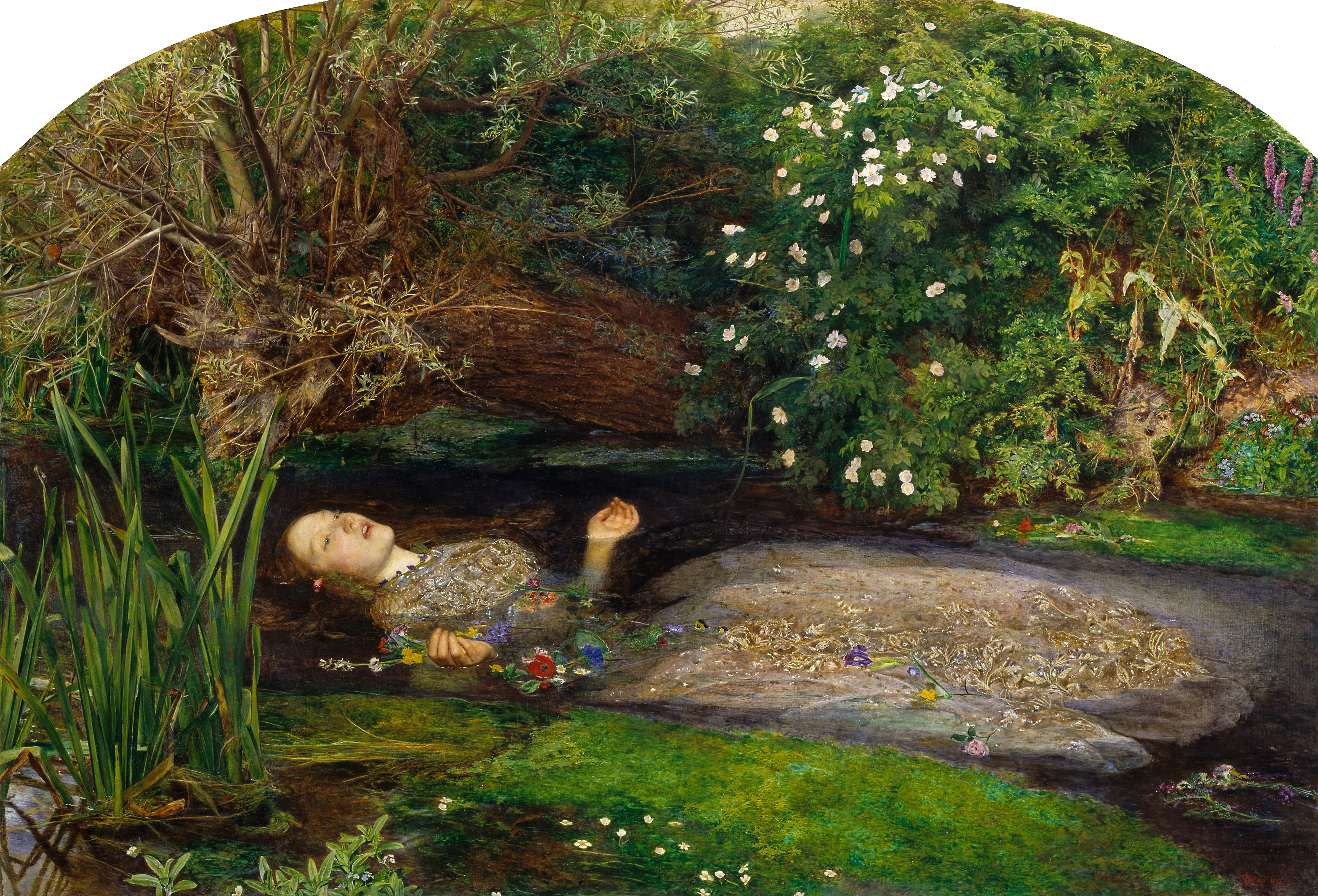
Джон Эверетт Милле «Офелия» (1852)

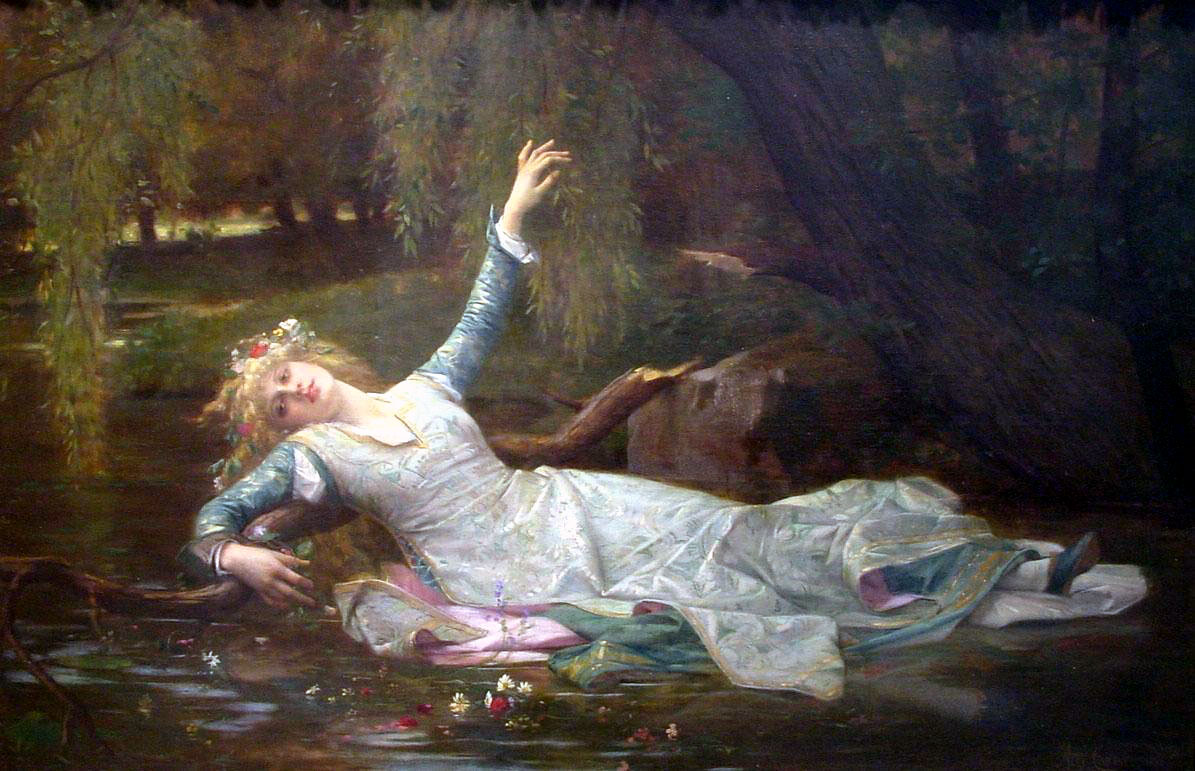
Александр Кабанель «Офелия» (1883)

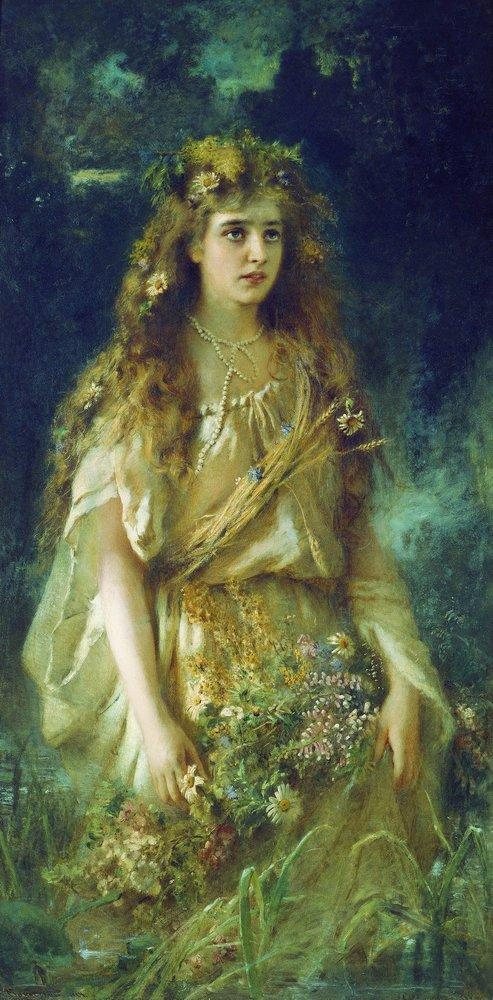
Константин Маковский «Офелия» (1884)

Офелия впервые появляется в пьесе, когда прощается со своим братом Лаэртом, уезжающим во Францию. Лаэрт даёт ей наставления по поводу ухаживаний Гамлета. Он предупреждает, что Гамлет, будучи вероятным наследником короны, не волен жениться на Офелии, и поэтому его ухаживания следует отвергнуть.
После отъезда Лаэрта Полоний также предостерегает Офелию против Гамлета, так как он не верит в искренность чувств и намерений принца. В завершении поучения Полоний запрещает ей встречаться с Гамлетом.
В своё второе появление Офелия рассказывает Полонию о том, как бледный и растрёпанный Гамлет ворвался в её комнату и, не говоря ни слова, схватил её за руку, затем отпустил и, не отрывая от неё глаз, пошёл к двери. Выслушав Офелию, Полоний решает, что Гамлет сошёл с ума из-за холодности к нему Офелии. Он решает пойти к королю и объявить, что знает причину Гамлетовой бредни. Король решает проверить это, подослав к Гамлету Офелию, и, спрятавшись, проследить за его реакцией.
В сцене разговора Офелии с Гамлетом, которой предшествует монолог «Быть или не быть», Гамлет, раздосадованный тем, что Офелия возвращает ему прежние подарки, изображая сумасшествие, велит ей идти в монастырь и, в противоположность своему прошлому поведению с ней, ведёт себя довольно резко. После окончания этого разговора Офелия, обращаясь к отцу, произносит: «Какого обаянья ум погиб, соединенье знанья, красноречья…».
В следующий раз Офелия появляется, когда бродячие актёры играют пьесу «Убийство Гонзаго» (Мышеловка). Гамлет садится у ног Офелии; вначале его замечания имеют явный сексуальный подтекст, но затем он заговаривает о женском непостоянстве, и его высказывания становятся всё более горькими и циничными.
Следующее появление Офелии — после убийства Гамлетом Полония, её отца. Узнав об этом, она сходит с ума. Она говорит загадками и напевает внешне бессмысленные песни, не желая слушать возражения королевы.
Через некоторое время, после того как Лаэрт с толпой бунтовщиков ворвался в замок короля и говорил с ним, Офелия вновь появляется, произнося бессвязные речи и что-то напевая.
В акте 4-м, сцене 7-й, королева, войдя, объявляет королю и Лаэрту о смерти Офелии: «…Она старалась по ветвям развесить свои венки; коварный сук сломался, и травы и она сама упали в рыдающий поток. Её одежды, раскинувшись, несли её, как нимфу; она меж тем обрывки песен пела, как если бы не чуяла беды или была созданием, рождённым в стихии вод; так длиться не могло, и одеянья, тяжело упившись, несчастную от звуков увлекли в трясину смерти». Это одно из самых поэтичных описаний смерти в английской литературе.
Следующая сцена, связанная с Офелией, происходит на кладбище, где два могильщика ведут беседу, роя могилу для Офелии. Один из них убеждён в том, что она совершила самоубийство.
Священник, освящающий похороны Офелии, отказывается провести полный обряд, поскольку он также не сомневается в самоубийстве покойной; он даже утверждает, что, не вмешайся в этот случай королевская власть, Офелия была бы похоронена в неосвящённой земле. Лаэрт больно оскорблён словами священника.
На похоронах Офелии королева Гертруда кладёт цветы на могилу и высказывает сожаление о том, что Офелия не стала женой Гамлета. Лаэрт спрыгивает в могилу и, говоря о любви к сестре, просит похоронить его вместе с ней; обезумевший от горя Гамлет бросает вызов Лаэрту утверждая, что он любил Офелию «больше, чем сорок тысяч братьев». После этой сцены Офелия больше не упоминается.
Поскольку из текста трагедии невозможно понять, является ли смерть Офелии результатом несчастного случая или самоубийства, её гибель вот уже четыре столетия является предметом нескончаемых споров.

## В искусстве
- Стихотворение «Читая „Гамлета“» Анны Ахматовой.
- У А. Блока есть стихотворение «Песня Офелии» в цикле «Распутья».
- Стихотворение французского поэта-символиста А. Рембо «Офелия».
- Образ Офелии вдохновлял многих художников. Среди них: Феличе Карена[англ.], Одилон Редон, Федерико Фаруффини, Эжен Делакруа, Джон Эверетт Милле, Анри Жерве, Альберто Мартини, Джон Уильям Уотерхаус, Изакко Джоаккино Леви и другие.
- Французский режиссёр Клод Шаброль снял фильм «Офелия», сюжет которого перекликается с сюжетной линией шекспировского «Гамлета» (1962).

## В астрономии
В честь Офелии назван астероид (171) Офелия, открытый в 1877 году, а также спутник планеты Уран Офелия, открытый в 1986 году.